# Mikko Hyppönen
Mikko Hermanni Hyppönen (1969) is een Finse beveiligingsexpert in computers, en columnist.

## Carrière
Mikko Hyppönen is Chief Research Officer (CRO) van het Finse F-Secure, een antivirusbedrijf waar hij sinds 1991 werkt.
Sinds de jaren negentig heeft Hyppönen geholpen met de wetshandhaving in de Verenigde Staten, Europa en Azië inzake gevallen van cybercriminaliteit. Daarnaast geeft hij ook adviezen aan verschillende regeringen, houdt hij toespraken over computercriminaliteit, en is hij columnist. Zo bracht hij artikels uit in tijdschriften als Scientific America, in kranten als The New York Times, en schrijft hij columns op verschillende websites zoals BetaNews en Wired. Voor CNN schreef hij een verduidelijking over zijn onderzoeken.
Hyppönen en zijn team hebben al opvallende resultaten geboekt. Zo waren ze in 2003 verantwoordelijk voor het aanpakken en het neerhalen van de computerworm Sobig.F. Hij was in 2004 de eerste die de wereld waarschuwde voor de computerworm Sasser en gaf een briefing over de werking van de Stuxnet-worm. Over de Stuxnet-worm zei Hyppönen dat die bewijst dat cyberaanvallen de offline wereld kunnen beïnvloeden. Hiermee doelde hij op allengs ingewikkelder wordende netwerken voor water-, energie- en elektriciteitsvoorziening en transport, voorzieningen waar mensen van afhankelijk zijn. Zoals hij het zei: "Als het internet niet werkt of als de computers niet werken, werkt onze samenleving niet."
Hyppönen hield verschillende toespraken op belangrijke conferenties inzake internetbeveiliging. Daarnaast gaf hij ook enkele toespraken van algemeen belang zoals op de TED, TEDx en SXSW. Andere belangrijke toespraken die hij hield, vonden plaats bij diverse militaire bijeenkomstenen, zoals de AFCEA. Zelf heeft hij, als reserve-officier in het Finse leger, ook een militaire rol.
Hyppönen bezit verschillende octrooien, waaronder het Amerikaanse octrooi 6.577.920 "Computer virus screening".

## Resultaten
- Hyppönen kwam in 2011 internationaal in het nieuws toen hij de makers van het eerste computervirus ter wereld (1986), Brain, opspoorde en bezocht.[5] Om de wereld inzicht te geven in zijn methode, maakte hij er een documentaire over, die hij op YouTube zette.[6]
- Sinds de opkomst van de mobiele telefoon houdt Hyppönen zich eveneens bezig met het beveiligen daarvan, en het verzamelen van documentatie over de eerste virussen op de smartphone.[7]
- In 2004 bracht Hyppönen de blog  'News from the Lab' uit op de website van F-Secure. Daarmee was dit het eerste antivirusbedrijf dat een blog uitbracht.[8]
- Sinds de hacks tegen Sony, zoals de aanvallen op het PlayStation Network op 20 april 2011, houdt Hyppönen toezicht op de beveiliging daarvan.[3]

## Lidmaatschappen
Hyppönen is sinds 2007 lid van de adviesraad van IMPACT (International Multilaterale Partnership Against Cyber Threats), samen met Yevgeny Kaspersky, Dr Hamadoun Toure, Professor Fred Piper en John Thompson. Daarnaast is hij lid van CARO (Computer Antivirus Research Organization).

## Ophef op Twitter
Het Twitteraccount van Hyppönen, waarop hij zeer actief is, werd in 2009 verboden en van het internet gehaald door de beheerders van Twitter. Daarbij werden ook al zijn volgers verwijderd. Dit gebeurde nadat hij een tweet had geplaatst met een link naar een phishing site, bedoeld als waarschuwing voor gebruikers. Na enkele dagen kreeg hij weer toegang tot zijn account. Ondanks de affaire wordt Hyppönen door Twitter wel genoemd voor zijn bijdragen aan de verbetering van de veiligheid van de dienst.

## Prijzen en vermeldingen
- Plaats 43 onder de 50 belangrijkste personen op het web in 2007 door PC World.[1]
- Virus Bulletin Award 2010 voor "beste leermeester in de anti-malware-industrie.[1].
- Plaats 61 in de top 100 van belangrijkste Global Thinkers van 2011 in het Amerikaanse magazine Foreign Policy.[3]